# Fritz Siedenberg
Fritz Siedenberg (* 23. Juli 1900 in Holtorf, Landkreis Nienburg; † 11. September 1947 in Verden) war ein deutscher Politiker (NLP, ab 1947 DP), Mitglied des Niedersächsischen Landtages, Mitglied des Ernannten Niedersächsischen Landtages und Mitglied des Ernannten Hannoverschen Landtages.
Der Reichsbahnangestellte Siedenberg war vom 23. August 1946 bis 29. Oktober 1946 Mitglied des ernannten Hannoverschen Landtages. Zudem war er vom 9. Dezember 1946 bis 28. März 1947 Mitglied des ernannten Niedersächsischen Landtages und vom 20. April 1947 bis 11. September 1947 Mitglied des Niedersächsischen Landtages (1. Wahlperiode).